# Архітектура Кишинева
Уперше в історичних документах Кишинів згадується 17 липня 1436 року. Спочатку містечко належало різним боярам, а потім стало монастирською вотчиною. Під час російсько-турецьких воєн воно двічі, в 1739 і 1788 роках, спалювалося турецькими військами, що відступали.
На першому плані Кишинева, складеному в 1800 році, видно одноповерхові будинки, кілька церков, озера, греблі та мости через річку Бик. Збудована у 1639 році перша церква святого Миколая була зруйнована. Найстаріші церкви мають характерний для молдавської середньовічної архітектури трипелюстковий план і так зване «молдовське склепіння» — два яруси арок, що підтримують барабан з куполом.

Найстаріші будівлі Кишинева, що збереглися до наших днів:
- Мазаракіївська церква (1752)
- Церква Костянтина та Олени (1777)
- Вірменська Церква Св. Богородиці (1804)
- Благовіщенська церква (1807–1810)
- Харлампіївська церква (1812)
- Георгіївська церква (1818)
- Михайлівська церква (1830)
- Вознесенська церква (1830)
- Всесвятська церква (1830)
- Римо-католицький костел (1840)
- Чуфлинська церква (1856)
- Троїцька церква (1869)
- Єдиновірна Успенська церква (1872)
- Грецька церква (1891)
- Капела жіночої гімназії (1895)
- Кишинівська хоральна синагога (1913)

## Бессарабія
Після захоплення у 1812 Бессарабії Росією в 1817 визначився центр міста, були сплановані нові вулиці і квартали. Забудова велася переважно на захід від старого міста на схилі, що височіє над забудованою болотистою долиною. Новий район отримав назву верхнього міста. Тут з'явилися перші прямі та широкі вулиці: Золота (нині вулиця Олександру чол Бун), Каушанська (Колумна), Московська (Штефан чел Маре). У центрі міста розпочалося будівництво митрополії (1814 рік, на місці нинішнього Будинку уряду), духовної семінарії, приватних будинків бояр Варфоломія, Катаржі, Донича, інших великих купців та чиновників. Було зроблено перші кроки з благоустрою міста. З'явилися вуличні ліхтарі, було осушено землі нижньої частини міста, закладено перший міський парк (нині парк «Штефан чел Маре»).

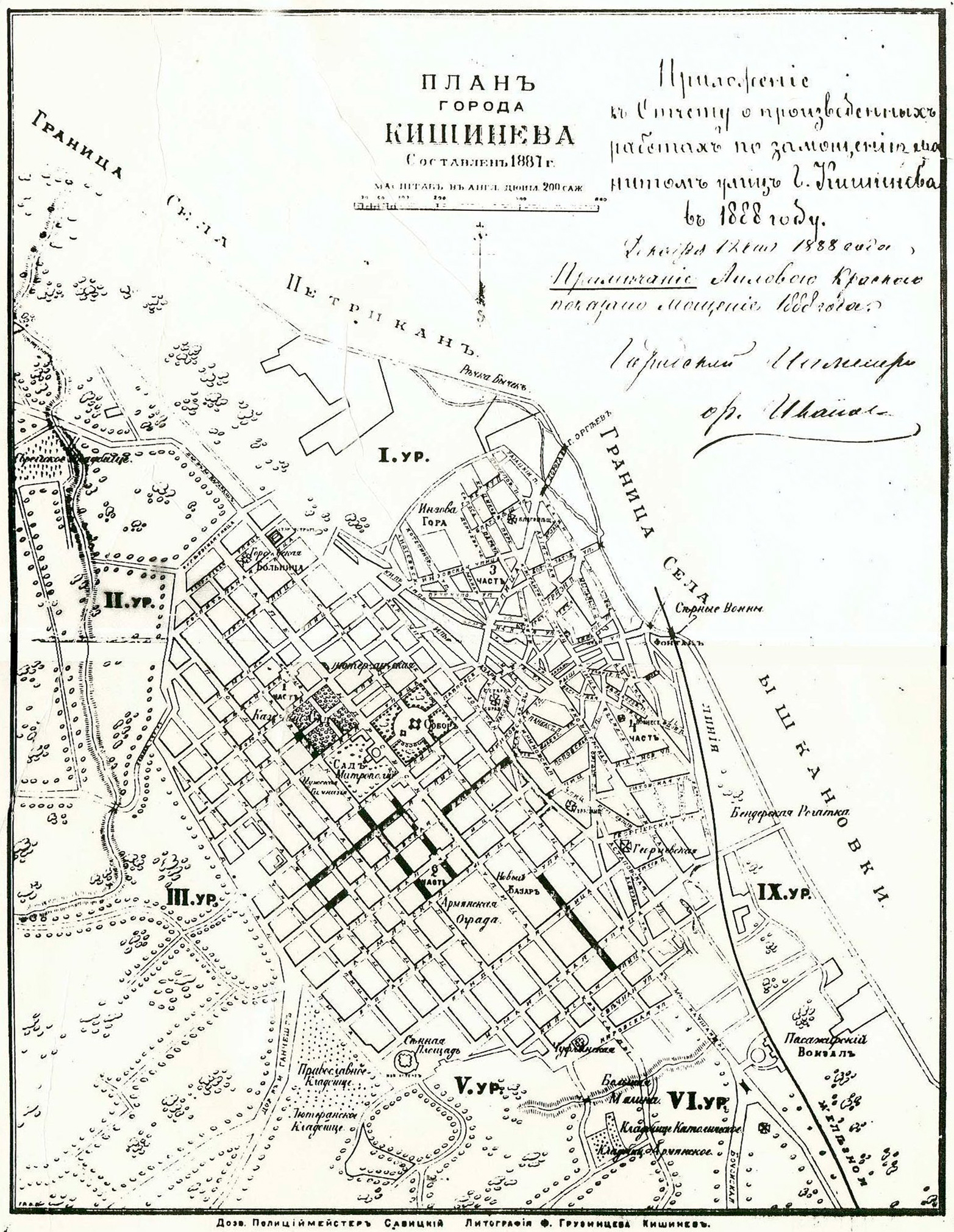
План Кишинева 1887 року

У 1834 році було затверджено генеральний план Кишинева, який визначив центр міста, його головну площу, центральний парк (нині Сквер кафедрального собору). Прямокутна сітка широких вулиць відповідала принципам забудови південних міст Російської імперії. У старому місті робилися спроби спланувати вулиці та квартали: деякі будинки зносилися, вулиці вирівнювалися. У центрі міста створюється значний архітектурний ансамбль. За проєктом архітектора А. Мельникова у стилі пізнього російського класицизму, у 1831—1836 роках тут зводяться Кафедральний собор та дзвіниця. Потім поблизу собору під проводом архітектора Л. Заушкевича споруджується Тріумфальна арка.

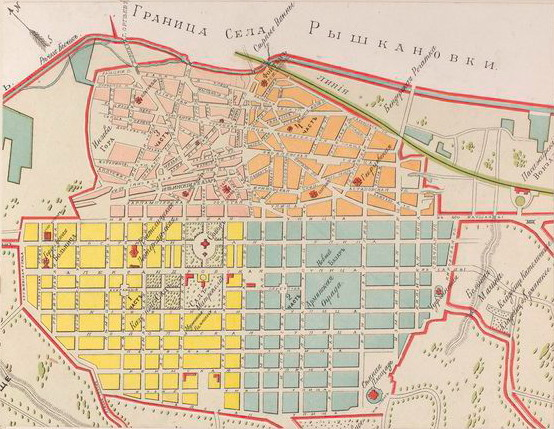
Межа села Ришканівка, 1889 рік

У другій половині XIX століття будувалися навчальні та адміністративні будинки, застосовувалися елементи візантійської, романської та готичної архітектури, а також молдавського зодчества. Більшість будинків, як і раніше, залишалася одноповерховою. У верхній частині міста серед них виділялися особняки, а в центрі багатоквартирні прибуткові будинки з магазинами на перших поверхах. Будинки прикрашалися декоративними фронтонами. Лише 1862 року розпочали мощення вулиць. Велось озеленення вулиць та улаштування парків. Благоустрою Кишинева сприяв видатний архітектор Олександр Бернардацці. Він був автором проектів найзначніших будівель кінця XIX століття. Бернардацці одним із перших застосував у будівництві камінь-черепашник, що видобувається поблизу Кишинева. До цього будинки зводилися з каменю під штукатурку. Лише наприкінці XIX століття в Кишиневі почали будувати із застосуванням чистої кладки, іноді із вставками із червоної цегли. У 1892 році було збудовано дві водонапірні вежі, що дало початок міському водопроводу.
Наприкінці XIX століття Кишинів займав простір понад 660 десятин, що має неправильну фігуру в 5½ верст довжини та 4 версти ширини, і поділявся на дві головні частини: нижнє або старе місто (278 футів над рівнем моря) та верхнє (732 фути над рівнем моря); крім того, до міста зараховувалися кілька передмість. На початку XIX століття будуються будівлі міської думи (нині Примерія), окружного суду (управління залізниці), міського банку (органний зал), краєзнавчого музею.
У 1918—1940 роках Кишинів забудовувався невеликими особняками з цегли та вапняку. У роки Німецько-радянської війни місто втратило житловий фонд більш ніж 70 %.

## Радянський період
У повоєнні роки за генеральним планом (1947) під керівництвом архітектора О. В. Щусєва (головний інженер І. М. Бубіс) було реконструйовано проспект Леніна, прокладено проспект Молоді та бульвар Негруцці, забудовано Вокзальну площу (вокзал — 1948 рік, архітектор І. М. Бубіс). М. Чупрін, привокзальна площа — 1950 рік, архітектор Д. І. Палатник). На рубежі 1960-1970-х років збудовані великі адміністративні та громадські будівлі, в тому числі: Будинок уряду Молдавської РСР (1964, архітектор С. Д. Фрідлін); Палац «Октомбріє» (Національний палац), (1978, архітектор С. Д. Фрідлін); ЦК КПМ (Парламент РМ), (1974, архітектор А. Черданцев); Кишинівський міськком партії (1977, архітектор Г. Соломінов); Молдавський державний театр опери та балету (1980, архітектори Н. Курінної, А. Горшков; скульптори В. Новіков, Н. Сажина, Б. Дубровін, Г. Дубровіна); Зал «Дружби» (Палац Республіки), (1984, архітектор Н. Загорецький). У Кишиневі було створено нові промислові райони: Нові Чекани, Скулянка та інші. За 1955—1970 роки виросли упорядковані житлові райони: Ришканівка, Ботаніка, Боюкани та інші.
Встановлено багато пам'ятників: В. І. Леніну (1949, скульптор С. Д. Меркуров), Г. І. Котовському (1953, скульптори Л. І. Дубіновський та ін.); Карлу Марксу (1967, скульптор О. Ф. Майко) та Болгарським ополченцям (1967, архітектор В. Л. Дементьєв).
Вирішальним поштовхом у розвитку міста стала постанова Радміну СРСР 1971 «Про заходи щодо подальшого розвитку міста Кишинева», коли місту з союзних фондів було виділено близько мільярда рублів.
У середині 1980-х років було оголошено конкурс на найкращий проект детального планування центру міста. 1987 року у Спілці архітекторів Молдови відбулося громадське обговорення виставлених на конкурс проектів. Але наступний розпад Радянського Союзу завадив втіленню планів масштабного будівництва.

## Сучасна архітектура
Після здобуття Республікою Молдова незалежності будівництво в Кишиневі практично повністю призупинилося. Однак згодом почали відновлюватись церкви, будуються елітні будинки з дорогими квартирами та фешенебельні особняки. Було розширено Ізмаїлівську вулицю, збудовано автовокзал «Північний», реставровано залізничний вокзал, збудовано численні магазини та офісні будівлі. З негативних сторін сучасного будівництва можна відзначити те, що активно ведеться забудова у колишніх скверах та місцях, де раніше були зелені насадження.
У жовтні 2006 року було прийнято рішення про збільшення площі Кишинева та побудову нових секторів (Будешти-2 та Нові Ставчени) із сучасною інфраструктурою, бізнес-центрами та численними дорожніми розв'язками. Будівництво нових секторів дозволить вирішити житлову та загострену останнім часом транспортну проблему столиці. Також планується протягом 7 років реконструювати проспект Кантеміра, де передбачається будівництво трьох смуг з обох напрямків. Ширина дороги, включаючи тротуар, становитиме 70 метрів. Буде повністю реконструйовано і вулицю Букурешть. Її розширять на 3-4 метри. Передбачається, що проспектом Штефана чел Маре буде дозволено рух тільки громадського транспорту.